# Alter (psychologie)
Een alter of alternatieve persoonlijkheid is een gedissocieerde zelftoestand, waarbij er sprake is van een andere persoonsidentiteit binnen één persoon. Het komt bijvoorbeeld voor bij mensen met een dissociatieve identiteitsstoornis (DIS).

## Eigen identiteit
Binnen één lichaam hebben alters elk een eigen beleving van zichzelf als een uniek individu of entiteit en zien zichzelf niet slechts als een deel van een compleet persoon. Alters hebben vaak een eigen:
- naam;
- leeftijd;
- geslacht of genderidentiteit;
- seksuele geaardheid en seksuele voorkeur;
- persoonlijkheid;
- rol binnen het systeem;
- fysiek zelfbeeld of beleving van hun uiterlijk, die kan verschillen van het werkelijke lichaam;
- herinneringen, ervaringen, gedachten en emoties;
- vaardigheden en talenten;
- communicatiestijl en taalgebruik.

## Ontstaan van alters
Alters ontstaan meestal als een manier om overweldigende ervaringen of emoties te verwerken. Ze kunnen zich vormen wanneer een kind (of volwassene) door intense stress of trauma tijdelijk dissocieert van bepaalde gevoelens, gedachten of herinneringen. Deze afgesplitste delen – de alters – nemen ervaringen, emoties en functies op zich die te pijnlijk of verwarrend zijn om binnen één samenhangend zelfbeeld te verwerken. De nieuwe alter neemt vaak de taak op zich om de belastende ervaringen te dragen, waardoor het systeem als geheel in staat blijft te functioneren.
Hoewel dit proces meestal in de kindertijd plaatsvindt, kunnen alters zich ook op latere leeftijd ontwikkelen, vooral in reactie op nieuwe trauma's of langdurige stress. Alters kunnen zeer gespecialiseerd zijn en zijn vaak bedoeld om specifieke functies of emoties te verwerken die te pijnlijk zijn voor andere delen van de persoonlijkheid.

## Trivia
- De Nederlandse filosoof Bernardo Kastrup stelt dat het bewustzijn van ieder individu een 'alter' zou zijn van één universeel bewustzijn. Mensen ervaren zichzelf als afzonderlijke individuen, maar volgens Kastrup zou men in werkelijkheid deel uitmaken van hetzelfde, allesomvattende bewustzijn.